# Ivana Lisjak
Ivana Lisjak (Csáktornya, 1987. március 17. –) horvát teniszezőnő. 2001-ben kezdte profi pályafutását, három egyéni és egy páros ITF-torna győztese. Legjobb egyéni világranglista-helyezése kilencvenötödik volt, ezt 2006 júniusában érte el.

## Év végi világranglista-helyezései
| Év       | 2002 | 2003 | 2004 | 2005 | 2006 | 2007 | 2008 |
| Helyezés | 439. | 223. | 363. | 126. | 144. | 183. | 465. |

## Külső hivatkozások
- Ivana Lisjak profilja a WTA oldalán (angolul)
- Ivana Lisjak profilja az ITF oldalán (angolul)